# 仮スマ
『仮スマ』（かりスマ）は、櫻井リヤによる日本のギャグ漫画作品。
『マーガレット』2010年22号をもって『ザ マーガレット』へ移動。2013年12月号まで連載。全8巻。

## あらすじ
若い女性の間でブレイク中のビジュアル系アイドル・サクの正体は、メイクを落としたら地味～な田舎者の米俵豊作。そんな豊作と個性的な周りの人々が繰り広げる、芸能界ビジュアル系ギャグ漫画である。

## 登場人物
米俵 豊作（こめだわら ほうさく）
本作の主人公。世間で大人気のアイドル・サクの本当の姿。19歳⇒20歳。ふだんはジャージ姿で髪をなぜか真上にまとめており、六畳一間のボロアパートに住んでいる。ポップスよりも演歌が好き。
実家は畜産業をしていて、実家の牛の花子のことを大事に思っている。
作者は、豊作のなまりを自分で考えたとコミックスで語っている。
サク
ミステリアスさとルックス、歌唱力が売りのアイドルで豊作の仮の姿。
オーディションで歌唱力を認められたものの、デビューする際に事務所から整形を命じられたが、豊作は整形を嫌がってメイクを研究した結果、現在のサクになった。
しかし水などがかかるとメイクが落ち、顔が元に戻ってしまうので雨の日を極度に嫌う。思考は豊作の時と変わらず所帯じみ、天然ボケが入っている。

クリス
サクのマネージャー。愛称「栗さん」。最初は日本に侍を求めてやってきたが、案の定ちょんまげ姿の人間などおらず、たまたま通りかかった豊作をお殿様と勘違いして以来、マネージャーとして働いている。
おっかけ対策のためになぜか印籠を持ち歩いている（だがその印籠は持っているだけで特に役立っていない。それでもクリスはそれによっておっかけがよってこないと思いこんでいる）。
海斗（かいと）
アーティスト仲間でサクをライバル視している。面倒見の良い性格からか、サクの天然ボケに振り回されてしまうことも多い、作中随一の常識人かつツッコミ役。妹がサクの大ファン。
浪花 寅子（なにわ とらこ）
人気トップアーティスト・花音（かのん）の正体で、本性はバリバリ大阪のおばちゃん気質。21歳。
サク（豊作）とは仕事で一緒になることも多いが、実は二人とも本当の姿で何度か会っているものの、本人たちはぜんぜん気づいていない。大阪出身の人間らしく阪神タイガースの大ファン。
花音
クールビューティな歌姫で病んだ世界を歌うアーティスト。そして、浪花寅子の仮の姿。サクとは違い、ファンや周囲をだます抜群の演技力を持つ。

## 書誌情報
- 櫻井リヤ 『仮スマ』 集英社 〈マーガレットコミックス〉、全8巻
  1. 2004年4月23日発売[1]、『ザ マーガレット』2001年12月号 - 2003年5月号、『マーガレット』2003年9号 - 2004年7号、ISBN 4-08-847734-0
    - 仮スマネージャー（『マーガレット』2003年17号、23号）
    - 仮スマドンナ（『マーガレット』2004年3・4合併号別冊ふろく、『ザ マーガレット』2004年4月号 - 5月号）

  2. 2005年5月25日発売[2]、『マーガレット』2004年8号 - 2005年9号、ISBN 4-08-847856-8
    - 仮スマドンナ（『マーガレット』2004年24号、『ザ マーガレット』2004年6月号 - 2005年5月号）

  3. 2006年10月25日発売[3]、『マーガレット』2005年10号 - 2006年11号、ISBN 4-08-846103-7
    - 仮スマドンナ（『ザ マーガレット』2005年6月号 - 2006年5月号）
    - 仮スマネージャー（『マーガレット』2006年4号別冊ふろく）
    - 箱入りジョニー（描き下ろし）

  4. 2008年2月25日発売[4]、『マーガレット』2006年12号 - 2007年24号、ISBN 978-4-08-846262-2
  5. 2009年8月25日発売[5]、『マーガレット』2008年1・2合併号 - 2009年10号、ISBN 978-4-08-846433-6
    - 判敗也[注 1]（『別冊マーガレット』2008年9月号 - 2009年6月号）
    - ♡担当J・乙女の日常♡（描きおろし）

  6. 2010年5月25日発売[6]、『マーガレット』2009年11号 - 2010年3・4合併号、2010年6号 - 12号、ISBN 978-4-08-846523-4
    - 仮スマ×ホスト（『マーガレット』2010年5号）
    - 判敗也[注 1]（『別冊マーガレット』2009年7月号 - 2010年5月号）
    - 新入社員VS三十路（描きおろし）

  7. 2011年11月25日発売[7]、『マーガレット』2010年13号 - 22号、『ザ マーガレット』2010年12月号 - 2011年10月号、ISBN 978-4-08-846719-1
    - 仮スマ 番外編 浪花狂想曲（ナニワラプソディ）[8]（『マーガレット』2010年3・4合併号別冊ふろく『マーガレット SPIN OFF』）
    - 小川小春がお伝えしました[注 2]（『マーガレット』2010年23号[9] - 2011年5号）
    - 小川小春がお伝えしました 番外編 強木シゲルがお伝えしました（『マーガレット』2011年3・4合併号別冊ふろく『BOY’S SPIN♡OFF』）

  8. 2013年11月25日発売[10]、『ザ マーガレット』2011年12月号 - 2013年12月号、ISBN 978-4-08-845128-2
    - 化ケメン（『マーガレット』2011年6号、8号、11号、13号、16号、17号、19号）

### その他
- カフェ☆スマ[注 3]（『マーガレット』2005年5号、森ゆきえ 『ブレイク・カフェ』1巻収録）